# 奧拉西 (堪薩斯州)
奧拉西 （英語：Olathe, Kansas；/oʊˈleɪθə/）是美国堪薩斯州東部的一座城市，是詹森郡縣治，面積141平方公里。2020年時有人口14萬1,290人，是堪薩斯州第五大城市。
1857年建城，1859年成為縣治。

## 姐妹城市
- 日本前橋市
- 德国內卡河畔奧伯恩多夫
- 墨西哥奧科特蘭
- 瑞士庫爾
- 刚果共和国布拉柴維爾